# 蒙自石豆兰
蒙自石豆兰（学名：Bulbophyllum yunnanense）为兰科石豆兰属下的一个种。其种加词“yunnanense”意为“云南的”。
2014年疣花三角兰 （Trias verrucosa）被处理为本种的异名，但也有观点认为Trias verrucosa应为滇印石豆兰（Bulbophyllum obrienianum）的异名。